# 高銀金融117
高銀金融117 (Goldin Finance 117) または中国117大厦 (China 117 Tower) は、中国の天津市西青区に建設中の超高層ビルである。全高は597 m (1,959 ft)の117階建てである。2025年現在、世界で最も高い未完成建築となっている。
しかし、情報が更新され、2025年4月30日に正式に工事が再開され、2027年4月の竣工される計画となっている。
香港に拠点を置く不動産投資会社の高銀地産控股有限公司（高銀地産、Goldin Properties）が一帯の開発を企画し、そのシンボルとなる超高層ビルが当ビルである。2008年に着工し、当初は2014年に竣工予定で、上海環球金融中心を上回り中国で二番目に高いビルとなる予定だった。2010年1月に建設の一時中断が発表され、2011年に再び建設は再開された。2015年に建設は最頂部に到達し、上海中心と平安国際金融中心に次いで中国で三番目の高さのビルとなる予定であった。
2018年の完成が予定されてきたが、2018年6月の段階で、不動産市況の冷え込みを受けて2年以上工事は休止状態となっていた。さらに2020年以降、中国は国内の不動産開発業者の負債を強制的減らす方向で動き、新たな融資が得られ難い状況となっており、2023年段階においても建設が再開する状況にはない。

## 設計
19世紀から香港や上海の外灘で洋風建築や摩天楼を手がけてきた香港のイギリス系設計事務所、パーマー&ターナー（Palmer & Turner Group, 巴馬丹拿）により設計された。ビルの上部はひれのような形になるように設計されていたが、ダイヤモンド型に変更された。